# Józef Rabiej
Józef Miron Rabiej (ur. 8 stycznia 1911 w Samborze, zm. 27 maja 1974 w Szczecinie) – polski profesor elektrotechniki, nauczyciel akademicki.

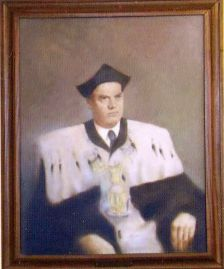
prof. mgr inż. Józef Rabiej
rektor (1952-1953)

## Życiorys
Urodził się w rodzinie Franciszka Rabieja i Julii Rabiej z domu Nestorowicz. Ukończył studia magisterskie na kierunku elektrotechnika w Wyższej Szkole Technicznej Wolnego Miasta Gdańska w 1935. Rok później nostryfikował dyplom na Politechnice Warszawskiej. W 1937 wziął ślub z Raisą Nowosielską. W latach 1937–1939 pracował przy elektryfikacji warszawskiej sieci kolejowej. W czasie okupacji niemieckiej podczas II wojny światowej dostał się do niewoli i stał się robotnikiem w zakładach Siemens & Halske w Berlinie-Siemensstadt. Po zakończeniu II wojny światowej przybył na Ziemie Odzyskane i rozpoczął pracę na stanowisku kierownika technicznego w elektrowni w Gorzowie Wielkopolskim. Zatrudniono go także w lokalnym oddziale Polskiego Radia. 
W 1948 przeprowadził się do Szczecina, gdzie podjął pracę wykładowcy na Wydziale Elektrycznym Szkoły Inżynierskiej. W 1951 został kierownikiem Katedry Maszyn Elektrycznych i pełnił funkcję dziekana Wydziału Elektrycznego. W latach 1952–1953 był rektorem tej uczelni. W 1954 rozpoczął pracę na stanowisku zastępcy profesora. W 1959 uzyskał tytuł docenta. W latach 1962–1969 ponownie sprawował funkcję dziekana Wydziału Elektrycznego Politechniki Szczecińskiej. W 1970 otrzymał tytuł profesora zwyczajnego. Był członkiem Stowarzyszenia Elektryków Polskich. 
Uchwałą Rady Państwa z dnia 29 marca 1955 został odznaczony Medalem 10-lecia Polski Ludowej. Odznaczony Krzyżem Oficerskim Orderu Odrodzenia Polski.
Został pochowany w Alei Zasłużonych na Cmentarzu Centralnym w Szczecinie w kwaterze 44/1/39.